# The Four: Battle for Stardom
The Four: Battle for Stardom (en español: Los cuatro: Batalla por el estrellato), también conocido como The Four, es un programa concurso de canto de televisión estadounidense transmitido por Fox. Se estrenó el 4 de enero de 2018, más adelante el programa se renovó para una segunda temporada que se estrenó el 7 de junio de 2018. El ganador, elegido por el público del estudio y el jurado, obtiene un contrato con Republic Records, una división de Universal Music Group, y nombrado artista "En el borde" de iHeartRadio. Los ganadores de las dos primeras temporadas son Evvie McKinney y James Graham.
El jurado está compuesto por el rapero, productor de discos y gerente de música Sean Combs, el rapero y productor de música DJ Khaled, la cantante y compositora Meghan Trainor, y el ejecutivo musical Charlie Walk. Sin embargo, Walk se retiró del programa antes del final de la primera temporada, después de las acusaciones de agresión sexual en su contra. A partir de ahí los programas posteriores han contado sólo con tres jurados.

## Formato
Basado en el formato israelí llamado The Final Four, The Four es un concurso de canto que difiere entre otros concursos de talento similares, ya que no hay audiciones en el escenario. Los artistas, también conocidos como los retadores, son entrevistados en la sala de espera antes de cantar frente al público en vivo y al jurado. El jurado de personas en la industria musical elige a los mejores retadores que competirán contra "The Four" (Traducido: Los Cuatro). La decisión del jurado debe ser unánime. Los miembros de "The Four" están formados por vocalistas de diferentes géneros, y deben ganar batallas contra nuevos artistas para mantener su asiento y permanecer como miembros de "The Four". Al final de seis semanas, el último cantante perteneciente a "The Four" gana la competencia.
Hay dos rondas distintas en The Four. En la ronda de presentaciones, los nuevos retadores deben ganar su asiento cantando frente al público del estudio en vivo, el panel de jueces y "The Four". Después de la presentación, los jueces votan y toman una decisión de "Sí" o "No", lo que significa el destino del retador en la competencia. Si un retador recibe cuatro anillos azules unánimes en el escenario (cuatro votos de "Sí" del panel), avanzará a la siguiente ronda de la competencia. Un anillo rojo dado al retador significa un "No", que termina su participación en la competencia. Los artistas que avanzan a la ronda de batallas pueden competir contra un miembro de "The Four" por su asiento. En una batalla de canto, el retador y el miembro de "The Four" cantan uno contra el otro por su asiento. Después de la batalla, el público del estudio vota para decidir cuál de los dos debe permanecer en la competencia. Al ganador se le bloquea su asiento por el resto de la noche y no puede ser desafiado de nuevo hasta el próximo programa..

## Temporadas
| Temporada | Primera emisión    | Última emisión       | Ganador        | Segundo lugar | Otros finalistas | Presentadora | Jurado     | Jurado         | Jurado    | Jurado       |
| --------- | ------------------ | -------------------- | -------------- | ------------- | ---------------- | ------------ | ---------- | -------------- | --------- | ------------ |
| 1         | 4 de enero de 2018 | 8 de febrero de 2018 | Evvie McKinney | Candice Boyd  | Vincint Cannady  | Fergie       | Sean Combs | Meghan Trainor | DJ Khaled | Charlie Walk |
| 1         | 4 de enero de 2018 | 8 de febrero de 2018 | Evvie McKinney | Candice Boyd  | Zhavia           | Fergie       | Sean Combs | Meghan Trainor | DJ Khaled | Charlie Walk |
| 2         | 7 de junio de 2018 | 2 de agosto de 2018  | James Graham   | Sharaya J     | Leah Jenea       | Fergie       | Sean Combs | Meghan Trainor | DJ Khaled | N.A.         |
| 2         | 7 de junio de 2018 | 2 de agosto de 2018  | James Graham   | Sharaya J     | Whitney Reign    | Fergie       | Sean Combs | Meghan Trainor | DJ Khaled | N.A.         |

## Resumen de las temporadas

### Primera temporada
La primera temporada de The Four se estrenó el 4 de enero de 2018 y terminó el 8 de febrero de 2018. Después de seis programas, Evvie McKinney fue anunciada como la ganadora de la temporada, con Candice Boyd como el segundo lugar. El grupo final de "The Four" también incluyó a Vincint Cannady y Zhavia.
| The Four (Los Cuatro) | The Four (Los Cuatro) | The Four (Los Cuatro) | The Four (Los Cuatro) | The Four (Los Cuatro) | The Four (Los Cuatro) |
| Episodio              | Grupo                 | Miembros              | Miembros              | Miembros              | Miembros              |
| Episodio              | Grupo                 | Asiento 1             | Asiento 2             | Asiento 3             | Asiento 4             |
| --------------------- | --------------------- | --------------------- | --------------------- | --------------------- | --------------------- |
| 1                     | Los Cuatro Originales | Lex Lu                | Ash Minor             | Elanese Lansen        | Blair Perkins         |
| 1                     | 2.º Cuatro            | Lex Lu                | Ash Minor             | Zhavia                | Saeed Renaud          |
| 2                     | 3.º Cuatro            | Cheyenne Elliot       | Candice Boyd          | Zhavia                | Jason Warrior         |
| 3                     | 4.º Cuatro            | Rell Jerv             | Tim Johnson Jr.       | Zhavia                | Jason Warrior         |
| 4                     | 5.º Cuatro            | Nick Harrison         | Tim Johnson Jr.       | Kendyle Paige         | Jason Warrior         |
| 5.1                   | 6.º Cuatro            | Nick Harrison         | Zhavia                | Evvie McKinney        | Vincint Cannady       |
| 5.2                   | Los Cuatro Finales    | Candice Boyd          | Zhavia                | Evvie McKinney        | Vincint Cannady       |
| 6                     | Los Cuatro Finales    | Candice Boyd          | Zhavia                | Evvie McKinney        | Vincint Cannady       |

### Segunda temporada
La segunda temporada de The Four se estrenó el 7 de junio de 2018 y concluyó el 2 de agosto de 2018. Después de ocho programas, James Graham fue anunciado como el ganador de la temporada, con Sharaya J como el segundo lugar, quién además estuvo invicta durante toda la competencia. Otras finalistas también fueron Leah Jenea y Whitney Reign.
| The Four (Los Cuatro) | The Four (Los Cuatro) | The Four (Los Cuatro) | The Four (Los Cuatro) | The Four (Los Cuatro) | The Four (Los Cuatro) |
| Episodio              | Grupo                 | Miembros              | Miembros              | Miembros              | Miembros              |
| Episodio              | Grupo                 | Asiento 1             | Asiento 2             | Asiento 3             | Asiento 4             |
| --------------------- | --------------------- | --------------------- | --------------------- | --------------------- | --------------------- |
| 1                     | Los Cuatro Originales | Carvena Jones         | James Graham          | Stephanie Zelaya      | Sharaya J             |
| 1                     | 2.º Cuatro            | Majeste Pearson       | James Graham          | Stephanie Zelaya      | Sharaya J             |
| 2                     | 3.º Cuatro            | Jesse Kramer          | James Graham          | Whitney Reign         | Sharaya J             |
| 3                     | 4.º Cuatro            | Jesse Kramer          | James Graham          | Whitney Reign         | Sharaya J             |
| 4                     | 5.º Cuatro            | Jesse Kramer          | James Graham          | Ali Caldwell          | Sharaya J             |
| 5                     | 6.º Cuatro            | Noah Barlass          | James Graham          | Ali Caldwell          | Sharaya J             |
| 6                     | 7.º Cuatro            | JeRonelle McGhee      | Leah Jenea            | Ali Caldwell          | Sharaya J             |
| 7                     | Los Cuatro Finales    | James Graham          | Leah Jenea            | Whitney Reign         | Sharaya J             |
| 8                     | Los Cuatro Finales    | James Graham          | Leah Jenea            | Whitney Reign         | Sharaya J             |